# 共形サイクリック宇宙論
共形サイクリック宇宙論(きょうけいサイクリックうちゅうろん、英語: Conformal Cyclic Cosmology, CCC)とは、理論物理学者ロジャー・ペンローズによって提唱された一般相対性理論の枠組みの中での宇宙モデルである。 共形サイクリック宇宙論では、宇宙は無限の周期で反復し、それぞれ前のサイクルの未来の時間的無限遠が次のビッグバンの特異点と同一視される。ペンローズは2010年の著書『Cycles of Time: An Extraordinary New View of Universe』でこの理論を広めた。

## 基本構造
ペンローズの理論の基本構造は、開かれたFriedmann-Lemaître-Robertson-Walkerメトリック (FLRW)時空の可算シーケンスを繋げることであり、それぞれがビッグバンに続いて無限の未来膨張を表す。ペンローズは、FLRW時空のあるコピーの過去の共形境界は、適切な共形再スケーリングの後、別のコピーの未来の共形境界に "くっつく "ことができることに気づいた。特に、個々のFLRWメトリック{\displaystyle g_{ab}}は、時間的無限遠ではゼロに近づく共形係数Ωの二乗で乗算される。これは、未来の共形境界を共形規則的な超曲面（現在信じられているように、正の宇宙定数がある場合には、これは空間的である）に効果的に「押しつぶす」ことができる。その結果、アインシュタインの方程式の新しい解が得られ、それはペンローズが宇宙全体を表すものとし、ペンローズが「アイオーン」（aeon）と呼ぶ一連のセクタで構成されている。
共形サイクリック宇宙論の仮説では、すべての有質量粒子は、他のすべての粒子から広く離れすぎて消滅してしまう粒子も含めて、最終的には消滅することになる。ペンローズが指摘しているように、陽子の崩壊は、標準理論の様々な推論的拡張の中で考えられている可能性だが、観測されたことはない。さらに、すべての電子も崩壊するか、電荷や質量を失うかしなければならず、通常の推論では許容されない。

## 物理的な意味合い
素粒子物理学におけるこの構造の重要な特徴は、ボース粒子が共形不変量子論の法則に従うので、再スケーリングされたアイオーンにおいても、以前のFLRWのアイオーンと同じように振る舞うということである（古典的には、これは共形再スケーリングの下で光錐構造が保存されることに対応する）。このような粒子では、アイオーン間の境界は境界ではなく、他の粒子と同じように渡ることができる空間的な表面にすぎない。ペンローズによれば、フェルミ粒子はブラックホールの蒸発の間に不可逆的に放射線に変換されなければならず、アイオーン間の境界の滑らかさを維持することができない。
ペンローズの宇宙論の曲率特性は、宇宙論の他の側面にも便利である。第一に、アイオーン間の境界はワイル曲率仮説を満たしており、統計力学や観測で要求されるある種の低エントロピーな過去を規定している。第二に、ペンローズは、アイオーン間の境界には、ある量の重力放射が保存されているはずだと計算した。ペンローズは、この余分な重力放射が、暗黒エネルギー物質場に訴えなくても、観測された宇宙加速を説明するのに十分であることを示唆している。

## 実証実験
2010年、ペンローズとVahe Gurzadyanは、Wilkinson Microwave Anisotropy Probe (WMAP)とBOOMERanG実験による宇宙マイクロ波背景(CMB)の観測結果が、標準的な宇宙論のLambda-CDMモデルに基づくシミュレーションと比較して、同心円が過剰に含まれていることを主張する論文のプレプリントを発表し、その結果の6シグマの有意性を引用した。しかし、主張された検出の統計的有意性については、その後議論がなされている。3つのグループが独自にこれらの結果を再現しようとしたが、同心円異常の検出は統計的に有意ではなく、Lambda-CDMシミュレーションよりも多くの同心円がデータに現れなかったことがわかった。
不一致の理由は、有意性を決定するために使用されるシミュレーションをどのように構築するかという問題にたどり着く。分析を繰り返す3つの独立した試みは、すべて標準的なLambda-CDMモデルに基づいたシミュレーションを使用していたが、ペンローズとGurzadyanは文書化されていない非標準的なアプローチを使用していた。
2013年には、GurzadyanとペンローズがWMAPデータを直接解析する「スカイツイストプロシージャー」（シミュレーションに基づかない）と呼ばれる新しい手法を導入した研究をさらに発展させたものを発表し 、2015年にはプランクデータの解析結果を発表し、WMAPのデータを確認し、それらの構造の不均一な空の分布を含めた結果を発表した。
2018年8月6日に発表された論文の中で、Daniel An、Krzysztof Antoni Meissner、Pawel Nurowski、ペンローズは、"…異常点は、CCCの妥当性とは無関係に、宇宙論に重要な新しいインプットを提供する "と思われるとして、CMBデータの継続的な分析を発表しました。彼らはまた、これらの異常点は「ホーキング・ポイント」であり、「我々の前のアイオーンにおける超巨大ブラックホールのホーキング蒸発」の名残である可能性があると示唆している。この論文のオリジナル版では、BICEP2チームが発見したBモードの位置は、これらのホーキング・ポイントの一つにあると主張していたが、この主張は後の更新で削除された。 2020年の分析では、異常は統計的に有意ではないと主張した 。 しかし、ペンローズのグループによる2020年の論文では、「現在の従来のインフレーションのヴィジョン」ではなく、ホーキング・ポイントによって説明できるCMBの異常のさらなる証拠があると主張した。

## 共形サイクリック宇宙論とフェルミパラドックス
2015年には、Gurzadyanとペンローズはまた、フェルミパラドックス、地球外文明の存在のための証拠はないが高い確率の推定値の間の明らかな矛盾について議論した。共形サイクリック宇宙論の中では、宇宙マイクロ波背景放射は、情報パンスペルミアの概念内の知的信号を含め、1つのアイオーンから別のアイオーンへの情報伝達の可能性を提供する。